# Prats de Molló
Prats de Molló és la vila cap de la comuna de Prats de Molló i la Presta i del subcomarca de l'Alt Vallespir, pertanyent a la comarca nord-catalana del Vallespir.
Es troba lleugerament al sud-est del centre de la seva comuna, a la riba esquerra del Tec, a banda i banda del Còrrec de la Guillema o del Roure just abans que aquest torrent s'aboqui en el Tec.
Dividida inicialment en Vila Alta, o d'Amunt, i Vila Baixa, o d'Avall, o Vila Nova, Prats de Molló, inicialment dins del recinte murallat, s'ha anat estenent sobretot a l'esquerra del Tec, en els nous barris fora muralles, com els del Firal, del Roser, el Verger, el Morer o Sant Martí, a excepció dels de Santa Llúcia i el Cendreu, que són a la dreta. La vila actual té una forma allargassada paral·lela al riu, amb un sector que remunta muntanya amunt al nord-oest.

## Etimologia

### Prats de Molló
Les primeres mencions del nom es troben des del segle ix: «Pratum» el 878 i 881. El lloc pren molt ràpidament la marca del plural: «Prados» el 936, «Pratis» el 1011, terme que designa per descomptat prats, pastures. Procedeix del mot comú romànic prat, que té el seu origen en el nom comú llatí pratum.
Pel que fa a «Molló», apareix el 934 (Mollione), i es troba associat a Prats de manera regular al final del segle xiv (Vallis de Pratis de Mollone, 1385). Molló és el poble veí a l'altra banda de Coll d'Ares, pertanyent a la comarca del Ripollès. Prové del nom comú romànic molló (pedra grossa que serveix de fita, de límit, o fins i tot un cim de forma cònica.), el qual procedeix del llatí vulgar: mutulone, derivat de mutulus, amb el significat de pedra que sobresurt).

## La vila

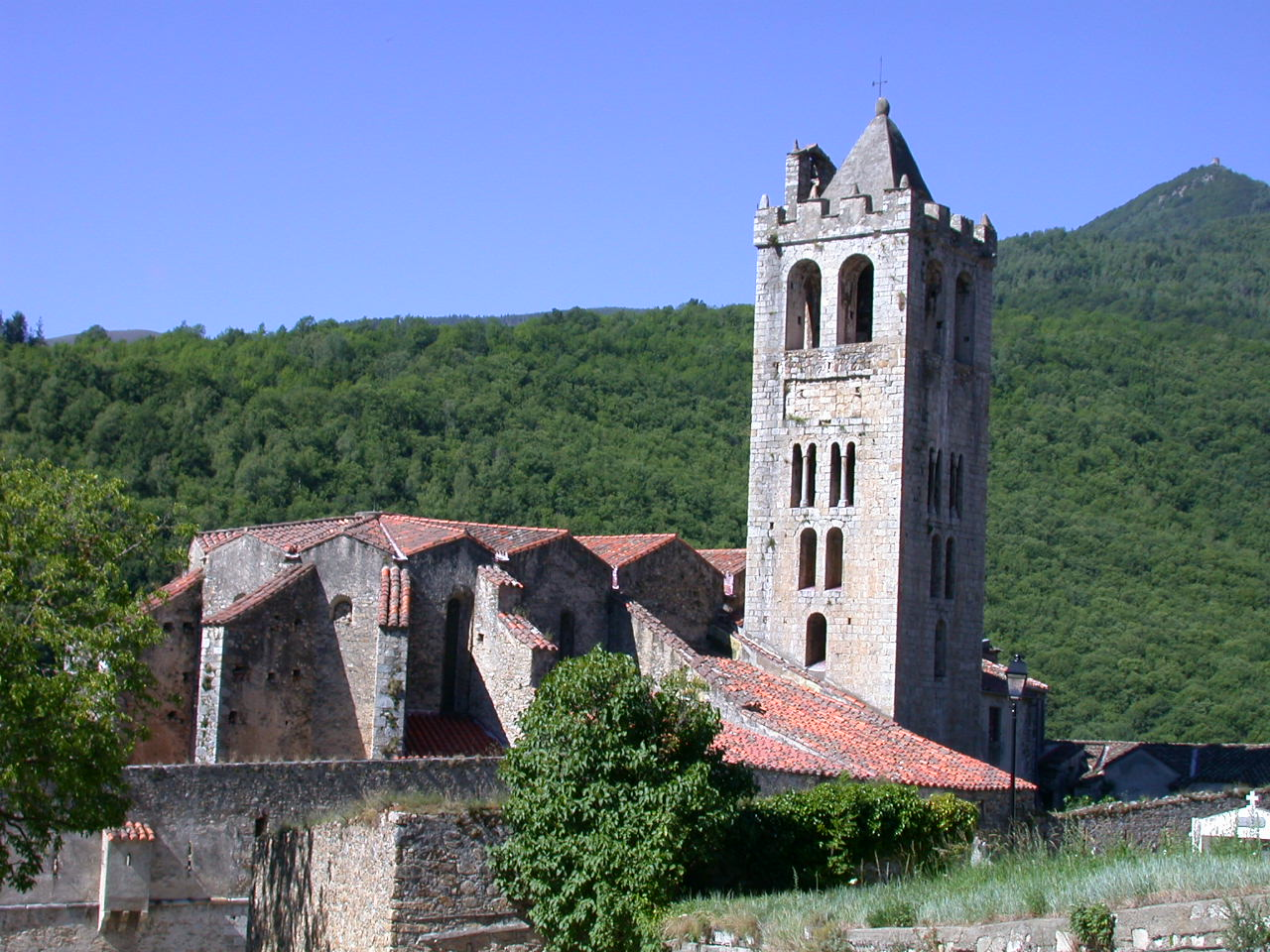
Església a Prats de Molló

Situada gairebé al centre del terme comunal, una mica la seu sud-est, Prats de Molló havia estat sempre una vila important del Comtat de Besalú, però amb la seva annexió a França a ran del Tractat dels Pirineus, adquirí una gran importància estratègica, i l'antiga vila medieval, en part encara recognoscible en el seu extrem sud-oriental, el més proper al Tec, es va veure fortificada i engrandida cap al nord i l'oest amb les muralles dreçades el segle xvii per Vauban en substitució de les antigues muralles medievals, del segle xiv, en part abatudes durant la Revolta dels angelets de la terra l'any 1670. Al llarg dels segles XVII, xviii i xix hi hagué sempre una forta guarnició militar, tant a la vila com en el Fort de la Guàrdia.
Tradicionalment, la vila es dividia en Vila Alta, o d'Amunt i Vila Baixa, o d'Avall i, encara, es produí a migdia el primer eixample, anomenat la Vila Nova. Totes tres van ser incloses en les muralles de Vauban, del segle xvii.

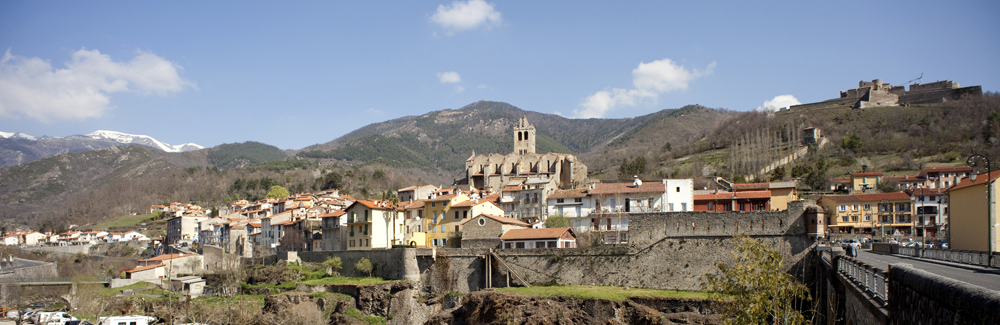
Vista general de la vila, amb el Fort de la Guàrdia darrere

La Vila Alta és a l'entorn de l'església parroquial de Santa Justa i Santa Rufina, l'antiga casa del gremi de paraires, mal anomenada Casa del Rei d'Aragó (la vertadera casa reial desaparegué al segle XIX; era a la placeta del Rei. A l'antic hospital de la vila hi ha encara la capella de Sant Antoni de Pàdua.
A la Vila Nova, tocant a les muralles meridional o oriental, hi ha la capella de Santa Justa i Santa Rufina, i a prop es troba la de la Mare de Déu del Roser.

### ElFort de la Guàrdia

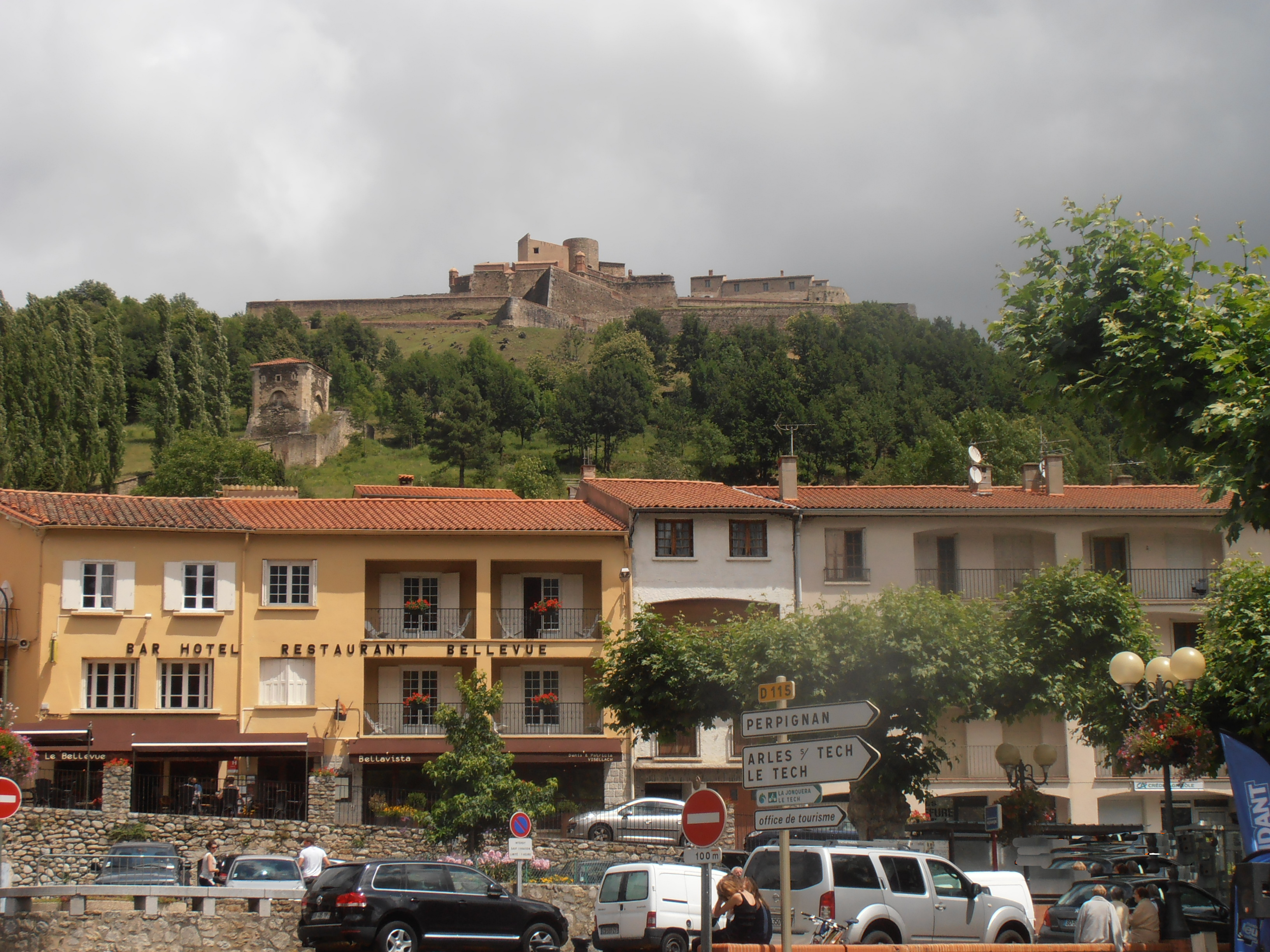
Vista del Fort de la Guàrdia des de la plaça Major de Prats

Situat molt a prop (325 metres de distància i 100 de desnivell), al nord-est i per damunt de la vila, el vell Castell de la Guàrdia fou totalment refet per Sébastien Le Prestre de Vauban el segle xvii, conservant només la torre de guaita del segle xiii, integrada en els edificis centrals del fort. Servia de defensa alhora de la vila i del proper Coll d'Ares, a més de controlar el pas per la vall del Tec. En els diversos conflictes armats entre els reis francès i espanyol al llarg de tota l'edat moderna, aquest fort, que disposava de capella i d'hospital militar, adquirí una gran importància estratègica.

## Història

### Edat mitjana
A l'Edat Mitjana, Prats de Molló era vila reial —i ho continuaria essent fins a la Revolució francesa—, estatut que li va valer al segle xiii una certa quantitat d'avantatges idèntiques a les que havia obtingut Vilafranca de Conflent alguns anys abans, com la supressió dels mals usos (1242) i les facilitats concedides a les persones que desitjaven instal·lar-se a la ciutat (1245). Al segle xiv obté més avantatges, per exemple la possibilitat de celebrar un mercat setmanal els dissabtes (1308). En part gràcies a tots aquests avantatges, la població de Prats i de la seva vall era molt important a mitjan segle xiv, arribant al miler d'habitants. Aquesta vall comprenia nombrosos petits pobles, 12 segons el capbreu (cadastres dels senyors feudals) de 1327. Les epidèmies van implicar una neta disminució en el segle xv, però la situació es va restablir a poc a poc un segle més tard. La ciutat és pròspera, i viu sobretot de la fabricació i del comerç de draps.
Al segle xiii, la vila de Prats de Molló tenia un curiós urbanisme. Estava separada en dos pel Tec, un petit riu, i cadascuna de les dues parts pujava als flancs de la vall. A la part nord s'estenia la vila pròpiament dita amb la seva població treballadora, mentre que enfront d'ella es trobava el castell on residien les poques famílies dirigents. Aquest castell servia de residència als comtes de Besalú.

### Edat Moderna

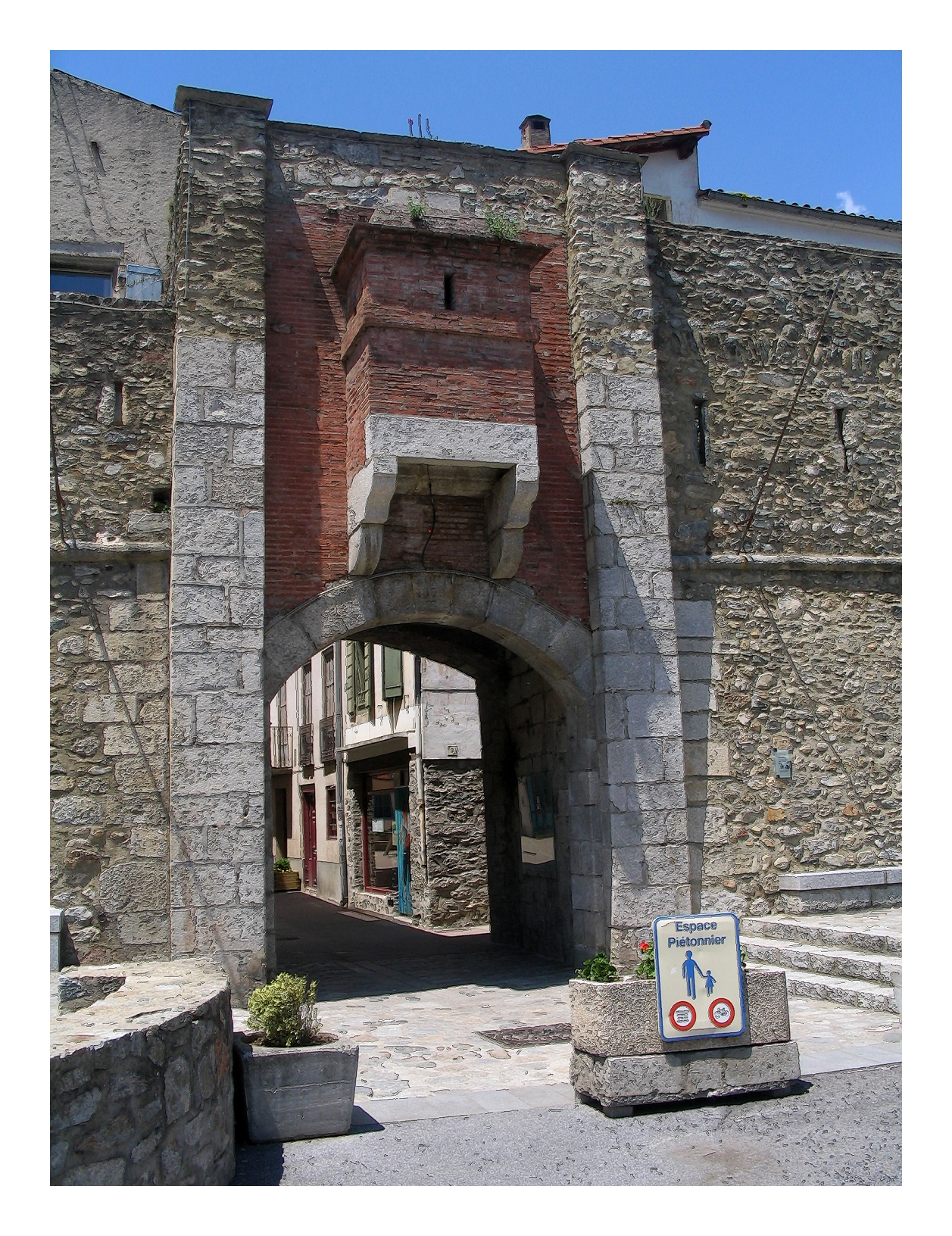
Porta de les muralles de Vauban

El 1659, el Tractat dels Pirineus va tenir com a conseqüència l'annexió del Vallespir, el Rosselló, el Conflent, el Capcir i una part de la Cerdanya al Regne de França. Prats de Molló passà a ser un considerable lloc fronterer.
L'annexió del Rosselló a França causà males dades econòmiques: va aïllar Prats i la seva vall de la resta de pobles amb els quals es relacionava tradicionalment. El restabliment de la gabella, impost sobre la sal suprimit el 1292, dona als habitants la idea d'organitzar un comerç lucratiu però perillós: el contraban de sal vinguda del sud pel Coll d'Ares i els passos veïns. I, quan el poder reial s'implicà en la repressió d'aquest contraban, la població es rebel·là, conduïda pel company i saliner Josep de la Trinxeria (1666). És la revolta dels Angelets, que prengué molt ràpidament un caire d'aixecament antifrancès que es prolongà fins al 1673. Fou una de les causes de la construcció del Fort de la Guàrdia pel mariscal de Lluís XIV Sébastien Vauban, que englobà una antiga torre de guaita medieval.
Dominant la ciutat fortificada, el Fort de la Guàrdia va ser construït en primer lloc per a protegir la nova frontera i vigilar l'entrada de l'Alt Vallespir. De forma accessòria, havia de permetre evitar una nova revolta com la dels Angelets de la Terra i mantenir a ratlla als habitants descontents a causa de l'annexió dels comtats de la Catalunya del Nord a França.
Els espanyols van assetjar Prats de Molló sense èxit el 1691. El Fort Lagarde no va haver de defensar de cap setge abans de la guerra de 1793, que va oposar els francesos i els espanyols. El general Antonio Ricardos va llançar la seva ofensiva inicial pel Coll d'Ares, i es va trobar amb el Fort Lagarde en primera línia. Va ser pres ràpidament i va quedar en mans dels espanyols fins al 1794, data en la qual les tropes franceses del general Dugommier van aconseguir fer retrocedir els espanyols a l'altre costat dels Pirineus.

### Edat Contemporània
El 1926, Prats de Molló va ser el lloc des d'on Francesc Macià va pretendre la invasió armada de Catalunya amb l'objecte d'obtenir la seva independència mitjançant els anomenats Fets de Prats de Molló.
El 1939 acollí la retirada de les tropes de l'exèrcit republicà espanyol i altres fugitius de la repressió feixista que fugien de l'avanç de les tropes franquistes.

## Festa de l'os

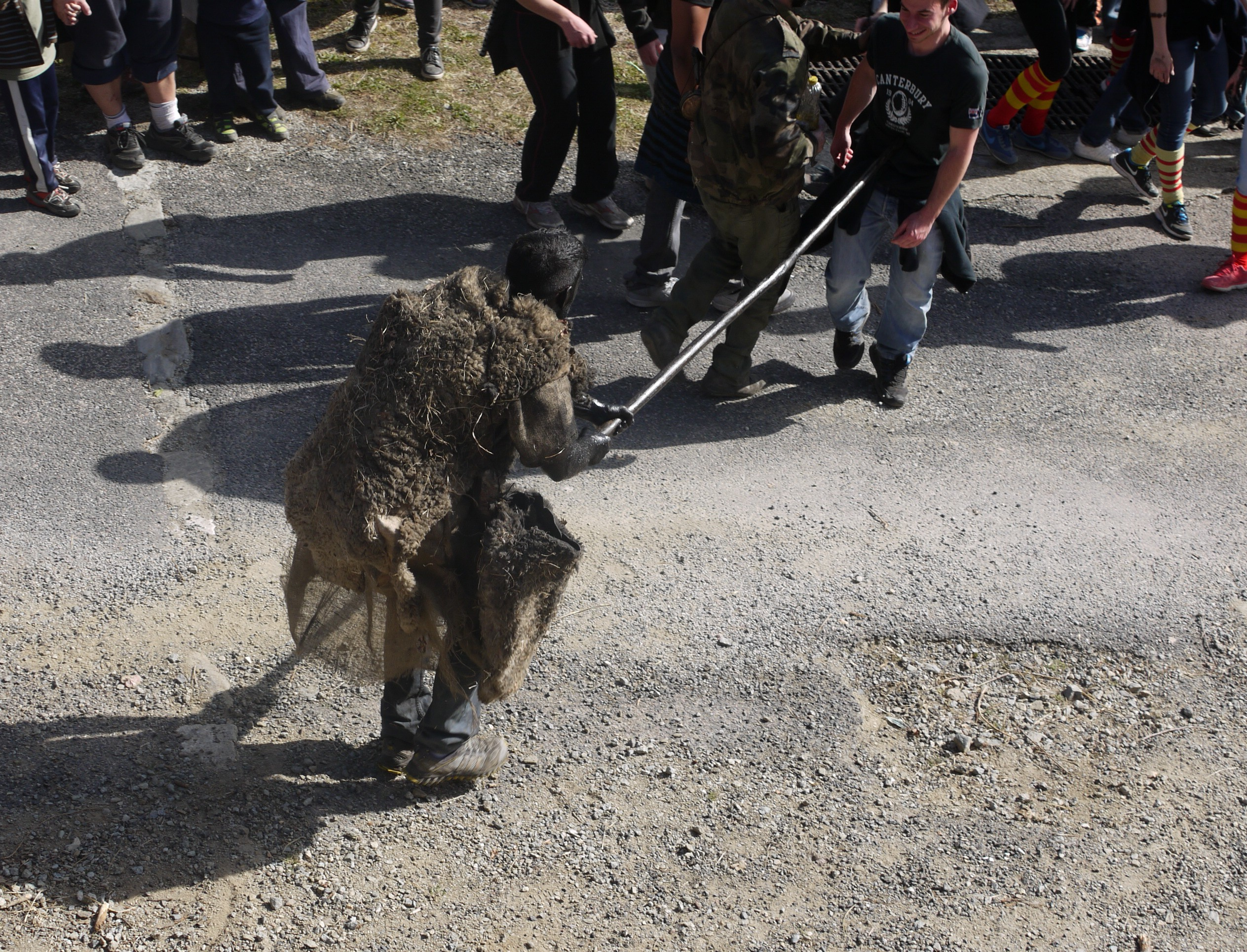
Detall de la Festa de l'Ós

La festa de l'os de Prats de Molló és molt vistosa i celebra, anualment, el despertar de la primavera. En el format actual, els veïns de la població es vesteixen d'ossos i de caçadors i fan un bon tiberi al Fort de la Guàrdia. Havent dinat, els ossos, untats amb una mescla de sutge i oli, miren d'embrutar els assistents a la festa, enmig de corredisses. Una mica més tard apareixen els homes de blanc o barbers, amb la cara enfarinada i vestits de blanc, que també empaiten i enfarinen les noies. Quan els ossos cauen a mans dels caçadors, els barbers els afaiten, per representar la castració de l'animal. El ball de l'os, en què els protagonistes ballen al so de la cobla, posa fi a la festa.